# J.League Division 2 2000
Die J.League Division 2 2000 war die zweite Spielzeit der japanischen J.League Division 2. An ihr nahmen elf Vereine teil. Die Saison begann am 11. März und endete am 19. November 2000.
Meister und damit Aufsteiger in die J.League Division 1 2001 wurde Consadole Sapporo. Neben Consadole stieg auch der Vizemeister Urawa Red Diamonds auf.

## Modus
Die Saison wurde in einem doppelten Doppelrundenturnier ausgetragen, die Vereine spielten demnach viermal gegeneinander, zweimal zuhause und zweimal auswärts; durch die Erweiterung des Teilnehmerfeldes von zehn auf elf Vereine ergaben sich somit insgesamt 40 Partien pro Mannschaft. Bei Gleichstand nach 90 Minuten wurde die Spielzeit um zweimal fünfzehn Minuten verlängert, wobei die Golden-Goal-Regel zur Anwendung kam. Stand es danach immer noch unentschieden, wurde das Spiel als solches gewertet.
Für einen Sieg nach regulärer Spielzeit gab es drei, für einen Sieg in der Verlängerung zwei Punkte; bei einem Unentschieden gab es für jede Mannschaft einen Zähler. Die Tabelle einer jeden Halbserie wurde also nach den folgenden Kriterien erstellt:
1. Anzahl der erzielten Punkte
2. Tordifferenz
3. Erzielte Tore
4. Ergebnisse der Spiele untereinander
5. Entscheidungsspiel oder Münzwurf

Die beiden Vereine mit den meisten Punkten stiegen am Ende der Saison in die J.League Division 1 2001 auf.

## Teilnehmer
Insgesamt nahmen elf Mannschaften an der Spielzeit teil, eine mehr als in der Vorsaison. Hierbei stiegen der Vorjahresmeister Kawasaki Frontale sowie der Vizemeister FC Tokyo in die Division 1 2000 auf; Kawasaki beendete damit eine insgesamt 21 Jahre andauernde und unter dem Namen Fujitsū SC begonnene Periode der Zweitklassigkeit und stieg zum ersten Mal in seiner Geschichte ebenso in die erste Liga Japans auf wie der FC Tokyo, der insgesamt neun Jahre auf der zweiten Stufe der japanischen Ligenpyramide verbrachte, davon acht unter dem Namen Tokyo Gas FC.
Ersetzt wurden die beiden Aufsteiger durch die schlechtesten zwei Mannschaften der Division 1 1999. Der Tabellenvorletzte Urawa Red Diamonds verbrachte hierbei vorher seit seiner Gründung als Mitsubishi Motors im Jahr 1965 erst eine einzige Saison – die Saison 1989/90 – in der zweiten Liga; Bellmare Hiratsuka spielte zuletzt in der Japan Football League 1993 auf zweithöchstem Niveau. Der Division 1-Tabellenletzte des Vorjahres benannte sich zudem nach dem Abstieg in Shonan Bellmare um.
Als neuen Verein aus der Japan Football League 1999 konnte die Liga Mito HollyHock begrüßen. Mito hatte sich bereits ein Jahr zuvor als Gründungsmitglied beworben, wurde aber vorerst noch aufgrund unzureichender Finanzierung der Mannschaft zurückgewiesen. Umso überraschender kam die um ein Jahr verspätete Aufnahme in die J.League, denn eigentlich stand der ebenfalls als außerordentliches J.League-Mitglied geführte JFL-Meister Yokohama FC in der Aufnahmereihenfolge qua Endposition in der Saison 1999 höher als HollyHock, welche Dritter geworden waren.
| Verein             | Stadt/Region               | Stadion                                                |
| ------------------ | -------------------------- | ------------------------------------------------------ |
| Albirex Niigata    | Niigata & Seirō, Niigata   | Niigata City Athletic Stadium                          |
| Consadole Sapporo  | Sapporo, Hokkaidō          | Sapporo Atsubetsu Stadium1                             |
| Mito HollyHock     | Mito, Ibaraki              | Hitachi Athletic Stadium und Hitachinaka City Stadium2 |
| Montedio Yamagata  | Yamagata, Yamagata         | Yamagata Park Stadium3                                 |
| Ōita Trinita       | Ōita, Ōita                 | Ōita Athletic Stadium4                                 |
| Ōmiya Ardija       | Ōmiya, Saitama             | Ōmiya Park Stadium5                                    |
| Sagan Tosu         | Tosu, Saga                 | Tosu Stadium6                                          |
| Shonan Bellmare    | Hiratsuka, Kanagawa        | Hiratsuka Athletic Stadium                             |
| Urawa Red Diamonds | Urawa, Präfektur Saitama   | Urawa Komaba Stadium                                   |
| Vegalta Sendai     | Sendai, Miyagi             | Sendai Stadium                                         |
| Ventforet Kofu     | Städteverbund in Yamanashi | Kose Sports Park Stadium7                              |

Bemerkungen
1. Consadole Sapporo trug zwei Heimspiele im Muroran Irie Stadium in Muroran, Hokkaidō und ein Heimspiel im Hakodate Chiyogaidai Park Athletic Stadium in Hakodate, Hokkaidō aus.[2]
2. Mito HollyHock trug je neun Spiele im Hitachi Athletic Stadium in Hitachi, Ibaraki und im Hitachinaka City Stadium in Hitachinaka, Ibaraki aus. Zusätzlich dazu fanden zwei Heimspiele im Tochigi Green Stadium in Tochigi, Tochigi statt.[3]
3. Montedio Yamagata trug je zwei Heimspiele im Yamagata Civic Athletic Field in Yamagata, Yamagata und im Tsuruoka Komakihara Stadium in Tsuruoka, Yamagata aus.[4]
4. Ōita Trinita trug drei Heimspiele im Saiki Athletic Stadium in Saiki, Ōita und ein Heimspiel im Kumamoto Suizenji Stadium in Kumamoto, Kumamoto aus.[5]
5. Ōmiya Ardija trug je ein Heimspiel im Kōnosu Athletic Stadium in Kōnosu, Saitama und im Nishigaoka Soccer Stadium in Tokio aus.[6]
6. Sagan Tosu trug je ein Heimspiel im Saga Athletic Stadium in Saga, Saga und im Nagasaki Athletic Stadium in Nagasaki, Nagasaki aus.[7]
7. Ventforet Kofu trug zwei Heimspiele im Fujihokuroku Park Stadium in Fujiyoshida, Yamanashi und ein Heimspiel im Nirasaki Central Park Stadium in Nirasaki, Yamanashi aus.[8]

## Trainer
| Verein            | Cheftrainer                  |
| ----------------- | ---------------------------- |
| Consadole Sapporo | Takeshi Okada                |
| Vegalta Sendai    | Hidehiko Shimizu             |
| Montedio Yamagata | Shigeharu Ueki               |
| Mito HollyHock    | Branko Babić                 |
| Urawa Reds        | Kazuo Saitō → Kenzō Yokoyama |
| Omiya Ardija      | Toshiya Miura                |
| Shonan Bellmare   | Hisashi Katō                 |
| Ventforet Kofu    | Yūji Tsukada                 |
| Albirex Niigata   | Yoshikazu Nagai              |
| Sagan Tosu        | Kazuhiro Kōso                |
| Oita Trinita      | Nobuhiro Ishizaki            |

## Spieler
| Verein            | Spieler |
| ----------------- | --- |
| Consadole Sapporo | Yōhei Satō (37/0), Ryūji Tabuchi (36/1), Hideaki Mori (33/2), Yoshifumi Ōno (6/0), Yoshihiro Natsuka (29/3), Kensaku Ōmori (38/1), Yoshikazu Nonomura (36/2), Biju (33/6), Emerson (34/31), Almir (40/1), Ryūji Bando (30/15), Tomotaka Fukagawa (13/1), Tsuyoshi Furukawa (26/0), Tatsuya Murata (7/0), Kenji Kikawada (30/5), Hiromasa Suguri (4/0), Norihisa Shimizu (7/0), Takuya Takagi (17/0), Yuzuki Itō (33/0), Tamotsu Komatsuzaki (8/0), Tomohiko Ikeuchi (12/0), Ippei Saga (2/0), Yū Kawamura (2/0), Kōji Nakao (1/0), Takashi Sakurai (4/0), Kōji Yamase (14/2), Hiroki Kobayashi (3/0) |
| Vegalta Sendai    | Norio Takahashi (34/0), Yoshihito Yamaji (6/0), Katsuyuki Saitō (10/0), Eiji Gaya (38/2), Dubajic (31/3), Ricardo (36/2), Naoki Chiba (39/2), Kōji Nakajima (19/0), Rodrigo (5/0), Nobuyuki Zaizen (20/2), Shinji Fujiyoshi (39/10), Tomohiro Hasumi (38/9), Suguru Itō (24/6), Manabu Nakamura (2/0), Makoto Segawa (3/0), Kazuya Iio (35/0), Kei Mikuriya (4/0), Yasutaka Kobayashi (37/6), Hiroyuki Tazawa (28/1), Ken Ishikawa (6/0), Toshihiro Yahata (4/0), Satoshi Ōtomo (36/10), Tomokazu Hirama (35/7), Takahiro Yamada (19/0) |
| Montedio Yamagata | Katsumi Suzuki (39/0), Toshihiko Uchiyama (23/0), Masayuki Ōta (29/1), Hironari Iwamoto (35/0), Yoshiaki Maruyama (35/0), Kenji Takahashi (36/10), Tatsuma Yoshida (36/2), Teppei Nishiyama (36/6), Satoshi Mashimo (21/2), Jeferson (12/1), Edwin (32/3), Daisuke Nakamori (11/0), Gakuya Horii (35/7), Takayuki Odajima (23/0), Jun Kokubo (14/0), Junji Satō (32/1), Hideki Matsuda (8/0), Ryōsuke Nemoto (25/3), Takeshi Saitō (1/0), Masakazu Washida (20/1), Mitsumasa Yoda (8/0), Washington (15/1), Atsushi Nagai (15/1) |
| Mito HollyHock    | Kōji Homma (40/0), Yasuhiro Yamamura (33/0), Taku Watanabe (33/0), Keiju Karashima (30/0), Toshimasa Toba (38/4), Satoshi Yashiro (1/0), Kōta Minami (10/0), Nobuhisa Isono (9/0), Daisuke Sudō (24/2), Joao Paulo (15/4), Yoshio Kitajima (26/1), Jun Mizuno (8/1), Norio Murata (39/9), Ken’ichi Sugano (24/0), Sōta Kasahara (30/3), Shigeo Onoue (21/0), Kenji Kitahara (6/0), Takashi Kiyama (26/0), Yoshio Kitagawa (14/4), Daisuke Tomita (33/1), Shūgo Nishikawa (17/0), Takashi Imoto (3/0), Takehiro Ōtani (9/0), Nozomu Kanaguchi (10/1), Fumiaki Nakamura (1/0), Yōhei Takasu (5/0), Michael Yano (13/0), Cleber (16/6), Perez (16/1)                                                                          |
| Urawa Reds        | Yūki Takita (32/0), Nobuhisa Yamada (39/2), Picun (29/1), Masaki Tsuchihashi (17/1), Toshiya Ishii (39/0), Petrovic (16/0), Masayuki Okano (26/6), Shinji Ono (24/7), Masahiro Fukuda (12/2), Yasushi Fukunaga (22/9), Yūichirō Nagai (29/12), Tsutomu Nishino (27/4), Kenji Ōshiba (30/6), Shinji Jōjō (5/1), Kōhei Morita (4/0), Yōhei Nishibe (7/0), Tomoyasu Andō (1/0), Osamu Hirose (7/0), Hideki Uchidate (28/3), Toshiyuki Abe (27/8), Ichiei Muroi (23/1), Ryūji Kawai (13/0), Katsuyuki Miyazawa (5/1), Tomoyuki Yoshino (20/3), Ryūji Michiki (14/0), Kubica (34/11), Adiel (10/2) |
| Omiya Ardija      | Atsushi Shirai (38/0), Seiichirō Okuno (34/1), Jan (30/0), Tetsurō Uki (38/1), Ryūgo Okamoto (40/0), Masato Harasaki (39/9), Hideyuki Ujiie (32/0), Ken Iwase (6/0), Kōji Noguchi (31/5), Mark Burke (31/4), Kazushi Isoyama (31/8), Taichi Satō (7/1), Yūsuke Satō (11/0), Yūji Yokoyama (14/0), Masato Saitō (24/2), Akinori Kosaka (21/2), Masahiro Miyashita (18/1), Daiju Matsumoto (3/0), Yūji Kamimura (34/4), Hidetoyo Watanabe (3/0), Tetsuya Nishiwaki (2/0), Toshimi Kikuchi (11/0), Daisuke Hoshi (5/0), Jorginho (32/15) |
| Shonan Bellmare   | Yūji Itō (22/0), Teruyuki Moniwa (12/0), Takuya Kawaguchi (27/1), Sanabria (15/3), Nobuhiro Sadatomi (5/0), Takafumi Hori (32/3), Yoshinori Abe (14/1), Ortiz (10/0), Hucika (18/1), Yasunori Takada (25/4), Masakiyo Maezono (38/11), Tomohiro Wanami (35/3), Tetsuya Takada (11/0), Tatsuhiro Nishimoto (4/0), Kōhei Usui (3/0), Yoshika Matsubara (35/12), Jirō Hiratsuka (5/0), Manabu Komatsubara (20/4), Yūichi Mizutani (19/0), Keita Isozaki (4/0), Yū Tokisaki (17/2), Kentarō Suzuki (1/0), Ryō Sakai (40/7), Vitaliy (5/1), Daisuke Kimori (17/0), Kazuhiko Tanabe (12/2), Jun’ichi Watanabe (32/2), Hiroyuki Shirai (21/0), Yūzō Funakoshi (8/0), Kōji Nakazato (6/0), Masaki Ogawa (24/0), Kei Sugimoto (3/1) |
| Ventforet Kofu    | Masahiro Kanō (18/0), Susumu Watanabe (38/3), Makoto Kaneko (34/2), Daisuke Ishihara (29/0), Kenji Nakada (37/1), Terumasa Kin (31/5), Tatsuya Ai (36/1), Satoru Yoshida (21/0), Antonio (9/1), Masahiro Shimmyō (33/2), Hiroyuki Dobashi (30/3), Shin’ichi Fujita (27/2), Yoshinobu Akao (4/0), Yūsaku Tanioku (37/1), Fumiyuki Kanda (13/0), Daichi Fukushima (4/0), Kazuki Kuranuki (39/3), Tomohiko Itō (38/0), Hiromasa Azuma (2/0), Luis (13/3), Takuma Sugano (20/3), Burca (16/1), Michihiro Tsuruta (4/0), Kim Myung-hwi (5/0) |
| Albirex Niigata   | Shin’ya Yoshihara (22/0), Masanori Kizawa (39/0), Sergio (29/1), Nobuhiro Shiba (25/0), Katsuo Kanda (32/3), Tadahiro Akiba (32/1), Katsutoshi Dōmori (24/1), Nascimento (31/10), Hiroki Hattori (17/2), Marco (8/0), Naoki Naruo (36/17), Keiichirō Nakano (35/0), Yoshito Terakawa (36/3), Naoki Takahashi (35/0), Isao Homma (29/3), Takamichi Kobayashi (3/0), Shingo Suzuki (40/11), Takayoshi Shikida (24/0), Kōhei Inoue (20/0), Kōichi Kidera (18/0), Taichi Hasegawa (1/0), Masahiro Fukazawa (13/1) |
| Sagan Tosu        | Riki Takasaki (37/0), Kōji Arimura (19/1), Pak Yong-ho (10/0), Rikiya Kawamae (38/2), Yoshinori Matsuda (28/0), Satoru Kobayashi (20/2), Ōmi Satō (17/1), Kōsei Kitauchi (36/2), Kōichirō Katafuchi (32/7), Shin Nakamura (27/0), Masato Koga (28/0), Haruhiko Satō (37/0), Yasuhide Ihara (26/2), Kenta Shimaoka (18/2), Kenji Takagi (23/0), Yoshiki Maeda (3/0), Hiroshi Moriyasu (21/0), Ryō Fukudome (11/1), Goichi Ishitani (4/0), Tetsuharu Yamaguchi (1/0), Kōichi Sekimoto (11/0), Tatsuomi Koishi (22/4), Keisuke Mori (6/0), Takashi Furukawa (8/0), Jirō Yabe (20/2), Hiroki Mihara (22/5), Luciano (15/9) |
| Oita Trinita      | Kazuya Maekawa (37/0), Takashi Miki (23/0), Kazuhiro Murata (15/0), Yasunari Hiraoka (19/1), Sidiclei (35/5), Daiki Wakamatsu (29/2), Motoki Kawasaki (38/5), Iwao Yamane (35/4), Valdney (10/4), Luciano (7/1), Andradina (17/9), Will (29/22), Susumu Ōki (6/0), Tetsuya Yamazaki (10/0), Takashi Shōji (19/3), Haruki Seto (21/1), Takashi Umeda (12/1), Keita Kanemoto (13/0), Tomohiro Katanosaka (5/0), Hiroshi Sakai (2/0), Kenji Koyama (4/0), Akira Kaji (34/3), Yūzō Wada (12/4), Toshihiro Yoshimura (37/0), Andre (1/0), Kensuke Kagami (15/2), Daiki Takamatsu (6/1), Yoshiya Takemura (39/5), Takayuki Yoshida (20/6)                                                                                        |

## Statistik

### Tabelle
| Pl.               | Verein                 | Sp. | S90 | SV | U | N90 | NV | Tore  | Diff. | Punkte |
| ----------------- | ---------------------- | --- | --- | -- | - | --- | -- | ----- | ----- | ------ |
| 01.               | Consadole Sapporo      | 40  | 27  | 4  | 5 | 04  | 0  | 71:22 | +49   | 94     |
| 02.               | Urawa Red Diamonds (A) | 40  | 23  | 5  | 3 | 07  | 2  | 82:40 | +42   | 82     |
| 03.               | Ōita Trinita           | 40  | 26  | 0  | 3 | 08  | 3  | 80:38 | +42   | 81     |
| 04.               | Ōmiya Ardija           | 40  | 21  | 2  | 1 | 14  | 2  | 55:49 | +06   | 68     |
| 05.               | Vegalta Sendai         | 40  | 15  | 4  | 2 | 15  | 4  | 60:69 | −09   | 55     |
| 06.               | Sagan Tosu             | 40  | 13  | 2  | 5 | 15  | 5  | 41:52 | −11   | 48     |
| 07.               | Albirex Niigata        | 40  | 11  | 4  | 5 | 18  | 2  | 54:63 | −09   | 46     |
| 08.               | Shonan Bellmare (A)    | 40  | 12  | 3  | 1 | 17  | 7  | 59:71 | −12   | 43     |
| 09.               | Mito HollyHock (N)     | 40  | 09  | 6  | 4 | 19  | 2  | 37:61 | −24   | 43     |
| 10.               | Montedio Yamagata      | 40  | 09  | 2  | 2 | 24  | 3  | 40:61 | −21   | 33     |
| 11.               | Ventforet Kofu         | 40  | 05  | 0  | 3 | 30  | 2  | 31:84 | −53   | 18     |
| Stand: Saisonende |                        |     |     |    |   |     |    |       |       |        |

|     | Aufstieg in die J.League Division 1 2001: Consadole Sapporo, Urawa Red Diamonds                          |
| (A) | Absteiger aus der J.League Division 1 1999: Urawa Red Diamonds, Shonan Bellmare (als Bellmare Hiratsuka) |
| (N) | Neuling aus der Japan Football League 1999: Mito HollyHock                                               |